# 2002-es Australian Open
A 2002-es Australian Open az év első Grand Slam-tornája, az Australian Open 90. kiadása volt. Január 14. és január 27. között rendezték meg Melbourne-ben. A férfiaknál a svéd Thomas Johansson, nőknél az amerikai Jennifer Capriati nyert.
A nők 35 fokos melegben lejátszott döntőjében Capriati 4–6, 0–4-es hátrányból, négy mérkőzéslabdát hárítva győzött Hingis ellen. Ezt megelőzően még soha egyetlen női teniszező sem tudott győzni egy Grand Slam-torna fináléjában négy meccslabdáról fordítva.

## Döntők

### Férfi egyes
Thomas Johansson –  Marat Szafin, 3–6, 6–4, 6–4, 7–6(4)

### Női egyes
Jennifer Capriati  –  Martina Hingis, 4–6, 7–6(7), 6–2

### Férfi páros
Mark Knowles /  Daniel Nestor –  Michaël Llodra /  Fabrice Santoro 7–6(4), 6–3

### Női páros
Martina Hingis /  Anna Kurnyikova –  Daniela Hantuchová /  Arantxa Sánchez Vicario, 6–2, 6–7(4), 6–1

### Vegyes páros
Kevin Ullyett /  Daniela Hantuchová –  Gastón Etlis /  Paola Suárez, 6–3, 6–2

## Juniorok

### Fiú egyéni
Clément Morel –  Todd Reid, 6–4, 6–4

### Lány egyéni
Barbora Strýcová –  Marija Sarapova, 6–0, 7–5

### Fiú páros
Ryan Henry /  Todd Reid defeated  Florin Mergea /  Horia Tecău, játék nélkül

### Lány páros
Gisela Dulko /  Angelique Widjaja defeated  Szvetlana Kuznyecova /  Matea Mezak, 6-2, 5-7, 6-4